# Félix Édouard Guérin-Méneville
Félix Édouard Guérin-Mèneville (født 12. oktober 1799 i Toulon, død 26. januar 1874 i Paris) var en fransk naturforsker. 
Han er navnlig bekendt for sine undersøgelser over silkeormene, specielt for sit arbejde: Guide de l'éleveur de vers à soie (1856). Blandt hans øvrige publikationer må fremhæves Iconographie du règne animal de Cuvier (7 bind 1830—44), Genera des insectes (1831—35) og Species et iconographie générique des animaux articulés (1843). 1831—58 var han redaktør af tidsskriftet Magazin de Zoologie, d'Anatomie comparée et de Paléontologie.